# Шенбертал
Шенберта́л (каз. Шеңбертал) — село у складі Іргізького району Актюбінської області Казахстану. Входить до складу Кизилжарського сільського округу.
Населення — 563 особи (2021; 621 у 2009, 561 у 1999, 612 у 1989).